# Meruliopsis
Meruliopsis är ett släkte av svampar. Enligt Catalogue of Life ingår Meruliopsis i familjen Phanerochaetaceae, ordningen Polyporales, klassen Agaricomycetes, divisionen basidiesvampar och riket svampar, men enligt Dyntaxa är tillhörigheten istället familjen Meruliaceae, ordningen Polyporales, klassen Agaricomycetes, divisionen basidiesvampar och riket svampar.
|             | Terana                                                                    |
|             |                                                                           |
|             | Amethicium                                                                |
|             |                                                                           |
|             | Byssomerulius                                                             |
|             |                                                                           |
| Meruliopsis | \| \| Meruliopsis bella \| \| \| \| \| \| Meruliopsis miniata \| \| \| \| |
|             | \| \| Meruliopsis bella \| \| \| \| \| \| Meruliopsis miniata \| \| \| \| |
|             | Phanerochaete                                                             |
|             |                                                                           |
|             | Ceriporia                                                                 |
|             |                                                                           |
|             | Phlebiopsis                                                               |
|             |                                                                           |
|             | Porostereum                                                               |
|             |                                                                           |
|             | Hjortstamia                                                               |
|             |                                                                           |
|             | Antrodiella                                                               |
|             |                                                                           |
|             | Ceriporiopsis                                                             |
|             |                                                                           |
|             | Climacodon                                                                |
|             |                                                                           |
|             | Australohydnum                                                            |
|             |                                                                           |
|             | Hyphodermella                                                             |
|             |                                                                           |
|             | Rhizochaete                                                               |
|             |                                                                           |
|             | Australicium                                                              |
|             |                                                                           |
|             | Candelabrochaete                                                          |
|             |                                                                           |
|             | Roseograndinia                                                            |
|             |                                                                           |
|             | Inflatostereum                                                            |
|             |                                                                           |
|             | Pseudolagarobasidium                                                      |
|             |                                                                           |
|             | Meruliopsis bella                                                         |
|             |                                                                           |
|             | Meruliopsis miniata                                                       |
|             |                                                                           |

|  | Meruliopsis bella   |
|  |                     |
|  | Meruliopsis miniata |
|  |                     |